# Gmina Andrijevica
Gmina Andrijevica (czar., sr. Општина Андријевица / Opština Andrijevica) – jedna z 21 gmin Czarnogóry, której stolicą jest miasto Andrijevica. Znajduje się na wschodzie kraju, przy granicy czarnogórsko-albańskiej.
Gminę zamieszkuje 5071 ludzi, co stanowi 0,82% ludności państwa.

## Miejscowości
W gminie znajdują się 25 miejscowości: miasto Andrijevica i 24 wioski. Zgodnie z postanowieniem ustawy o organizacji terytorialnej wioska Andželati otrzymała nową nazwę – Sućeska, a także utworzono nową wieś, Navotina.
- Andrijevica (Андријевица) – siedziba gminy
- Božići (Божићи)
- Bojovići (Бојовићи)
- Cecuni (Цецуни)
- Dulipolje (Дулипоље)
- Đulići (Ђулићи)
- Gnjili Potok (Гњили Поток)
- Gornje Luge (Горње Луге)
- Gračanica (Грачаница)
- Jošanica (Јошаница)
- Košutići (Кошутићи)
- Kralje (Краље)
- Kuti (Кути)
- Navotina (Навотина)
- Oblo Brdo (Обло Брдо)
- Prisoja (Присоја)
- Rijeka Marsenića (Ријека Марсенића)
- Seoca (Сеоца)
- Sjenožeta (Сјеножета)
- Slatina (Слатина)
- Sućeska (Сућеска)
- Trepča (Трепча)
- Trešnjevo (Трешњево)
- Ulotina (Улотина)
- Zabrđe (Забрђе)

## Struktura demograficzna
Na podstawie spisu powszechnego z 2011 roku:

### Ludność w gminie według płci
| Kobiety | Mężczyźni |
| ------- | --------- |
| 2457    | 2614      |
| 48,45%  | 51,55%    |

### Struktura ludności między miastem a wsią
| Miasto | Wsie   |
| ------ | ------ |
| 1048   | 4023   |
| 20,67% | 79,33% |

### Grupy etniczne w gminie
| Ludność według kryterium etnicznego (>1%) | Ludność według kryterium etnicznego (>1%) | Ludność według kryterium etnicznego (>1%) | Ludność według kryterium etnicznego (>1%) | Ludność według kryterium etnicznego (>1%) |
| ----------------------------------------- | ----------------------------------------- | ----------------------------------------- | ----------------------------------------- | ----------------------------------------- |
| Narodowość                                |                                           | procent (%)                               |                                           |                                           |
| Serbowie                                  |                                           | 61,86                                     |                                           |                                           |
| Czarnogórcy                               |                                           | 32,46                                     |                                           |                                           |
| reszta                                    |                                           | 1,83                                      |                                           |                                           |
| niezadeklarowani                          |                                           | 3,85                                      |                                           |                                           |
|                                           |                                           |                                           |                                           |                                           |

- Serbowie: 3 137 osób (61,86%)
- Czarnogórcy: 1 646 osób (32,46%)
- Pozostali: 93 osoby (1,83%)
- Nieokreśleni: 195 osób (3,85%)

### Grupy językowe w gminie
| Ludność według kryterium językowego (>1%) | Ludność według kryterium językowego (>1%) | Ludność według kryterium językowego (>1%) | Ludność według kryterium językowego (>1%) | Ludność według kryterium językowego (>1%) |
| ----------------------------------------- | ----------------------------------------- | ----------------------------------------- | ----------------------------------------- | ----------------------------------------- |
| Język                                     |                                           | procent (%)                               |                                           |                                           |
| serbski                                   |                                           | 76,97                                     |                                           |                                           |
| czarnogórski                              |                                           | 19,19                                     |                                           |                                           |
| reszta                                    |                                           | 1,20                                      |                                           |                                           |
| niezadeklarowani                          |                                           | 1,64                                      |                                           |                                           |
|                                           |                                           |                                           |                                           |                                           |

- Język serbski: 3903 osoby (76,97%)
- Język czarnogórski: 973 osoby (19,19%)
- Pozostałe języki: 61 osób (1,20%)
- Nie określono: 134 osoby (1,64%)

### Grupy wyznaniowe w gminie
| Ludność według kryterium religijnego (>1%) | Ludność według kryterium religijnego (>1%) | Ludność według kryterium religijnego (>1%) | Ludność według kryterium religijnego (>1%) | Ludność według kryterium religijnego (>1%) |
| ------------------------------------------ | ------------------------------------------ | ------------------------------------------ | ------------------------------------------ | ------------------------------------------ |
| Religia                                    |                                            | procent (%)                                |                                            |                                            |
| Prawosławni                                |                                            | 96,81                                      |                                            |                                            |
| Ateiści i agnostycy                        |                                            | 0,10                                       |                                            |                                            |
| reszta                                     |                                            | 1,52                                       |                                            |                                            |
| niezadeklarowani                           |                                            | 1,58                                       |                                            |                                            |
|                                            |                                            |                                            |                                            |                                            |

- Prawosławni: 4 909 osób (96,81%)
- Ateiści i agnostycy: 5 osób (0,10%)
- Pozostali: 77 osób (1,52%)
- Nieokreśleni: 80 osób (1,58%)